# Federbach (Lein)
Der Federbach ist ein knapp 6 km langer, insgesamt etwa südwärts fließender Bach im Ostalbkreis im östlichen Baden-Württemberg, der beim Weiler Horn der Gemeinde Göggingen von links in die untere Lein mündet.

## Geographie

### Verlauf
Der Federbach entspringt auf einer Höhe von etwa 501 m ü. NHN auf der östlichen Frickenhofer Höhe etwa einen Kilometer südwestlich der Ortsmitte von Obergröningen im Graben eines nördlich des Waldes Gröninger Loh nach Westsüdwesten ziehenden Feldweges. Seine Quelle liegt am südwestlichen Fuße des Galgenberges (517,2 m ü. NHN) zwischen den Feldern und Wiesen der Flur Breitang.
Er fließt zunächst, begleitet von dem Feldweg, etwa einen halben Kilometer zwischen den Äckern und Wiesen der Flur Aalbach bis er dann eine südlich verlaufende Talmulde erreicht. Deren längere obere Talung setzt in den Höhenäckern wenige hundert Meter westlich des neueren Siedlungsteils von Obergröningen ein, in ihr beginnt an einem Waldstück südlich der nach dem Weiler Holzhausen der Nachbargemeinde Eschach laufenden L 1080 der diese entwässernde Graben, der sich dann vor dem Langholz wenig nördlich des Zeirenhofes von Eschach mit dem erstgenannten vereint. Beide Oberlaufäste sind unbeständig.
Am Zeirenhof vorbei fließt der Federbach durch einen Waldstreifen nach Süden und markiert nun eine Zeitlang die Gemeindegrenze zwischen Schechingen und Eschach. Etwas südlich des Zeirenhofs unterquert der Bach die Holzhausen mit Schechingen verbindende Kreisstraße 3259, tieft sich auf hinfort südsüdöstlichem Lauf anfangs durch Wald stark in die Hochebene ein und läuft westlich zunächst unter einer Gruppe alter Grabhügel und dann unter einem Judenkirchhof vorbei. Wieder in offener Flur, mündet mit dem Haftenbrunnenbach der erste größere Zufluss von zuletzt Westen. Auf etwa 448 m ü. NHN überquert die von Göggingen im Südwesten nach Schechingen im Nordosten führende K 3260 den Federbach, dem gleich darauf beim zu Schechingen gehörenden Haghof auf seiner linken Seite der Haldenbach vom über dem Seitentaleinschnitt liegenden Dorf her zuläuft. Mit 2,1 km Länge und einem Teileinzugsgebiet von ca. 2,7 km² ist dieser der größte von allen Zuflüssen des Federbachs. Zwischen den beiden danach am Lauf folgenden Nebenbächen Scherrenbach von rechts und Hofbach von links ist das Tal kurz wieder vom Ufer bis an die Oberhänge hinauf bewaldet.
Nach dem Zufluss des linken Schelmenbachs fließt der Federbach in das im Dauerstau 2,5 ha große Hochwasserrückhaltebecken Federbach ein. In das Rückhaltebecken mündet von Osten herkommend auch noch der kleine Horner Bach. Der Federbach und ein Entlastungskanal verlassen dann den kleinen Stausee und vereinigen sich danach etwa 200 m bachabwärts wieder in der Flur Lange Wiese.
Der Federbach zieht danach ein kurzes Stück südwärts am Gögginger Weiler Horn auf dem linken Talsporn vorbei. Am Leintalrand unterquert er noch die dem Fluss folgende, von Leinzell an Horn vorbei nach Heuchlingen führende L 1075 und mündet schließlich auf 390 m ü. NHN kurz unterhalb des ebenfalls zu Göggingen gehörenden Hofes Horner Mühle in die untere Lein.
Der 5,8 km lange Federbachlauf mit mittlerem Sohlgefälle von etwa 19 ‰ endet etwa 111 Höhenmeter unter seinem Ursprung an der Lein.

### Einzugsgebiet
Der Federbach hat ein 10,2 km² großes Einzugsgebiet, dessen oberes Viertel naturräumlich zum Unterraum Frickenhofer Höhe, der Rest zum Unterraum Liasplatten über Rems und Lein des Vorlandes der östlichen Schwäbischen Alb gerechnet wird. Der höchste Punkt liegt am Nordrand auf 509 m ü. NHN westlich von Obergröningen am Kirchenwäldle.
Jenseits grenzt dort das Einzugsgebiet des Kocher-Zuflusses Suhbach an. Am Nordnordostrand bei Obergröningen entspringt der Streitbach, der ebenfalls zum Kocher fließt. Die übrigen Konkurrenten entwässern alle zur Lein, zunächst im Nordosten der Oberlauf Sulzbach des bei Neubronn in diese mündenden Spatzenbachs, im Osten der Siechenbach und im Südosten ein unbedeutender Hangbach. Im Gebiet hinter der westlichen Wasserscheide führen zunächst im Südwesten wiederum zwei unbedeutende Hangbäche und sonst überwiegend der Götzenbach den Abfluss zur Lein, auf dem längsten Teil sammelt diesen zunächst der große linke Götzenbach-Zufluss Büttenbach.
Der Federbach entspringt im Gemeindegebiet von Schechingen, die später lange linker Anrainer von deren Gebiet ist und es am Oberlauf von dem der Gemeinde Eschach trennt, danach von dem der Gemeinde Göggingen, das er zuletzt auch durchfließt. Am Einzugsgebiet hat daneben auch die Gemeinde Obergröningen im Nordosten einen kleinen Anteil.
Der größte Teil des Einzugsgebietes liegt auf den weit überwiegend offenen und beackerten Schwarzjurahochflächen beidseits des überwiegend bewaldeten Tales.
Unmittelbar am Bach liegen nur zwei kleine Orte Schechingens, der Hof Zeirenhof in der noch wenig eingetieften Talmulde und der Weiler Haghof am Mittellauf.
Der Gögginger Weiler Horn sitzt auf dem linken, östlichen Talsporn zur Lein. Größter Ort im Einzugsgebiet ist das Dorf Schechingen, das am Beginn des Talrisses von dessen linkem Zufluss Haldenbach auf der Hochebene liegt, mit dem Weiler Sebastiansweiler zusammengewachsen ist und auch fast den Wohnplatz Haldenhaus im Haldenbachtal erreicht hat. Daneben ragen jeweils nur noch ein kleiner Zipfel des Dorfes Göggingen auf der rechten Hochebene und des Dorfes Obergröningen auf der nördlichen ins Einzugsgebiet.

### Zuflüsse und Seen
Liste der Zuflüsse und  Seen von der Quelle zur Mündung. Gewässerlänge, Seefläche, Einzugsgebiet und Höhe nach den entsprechenden Layern auf der Onlinekarte der LUBW. Andere Quellen für die Angaben sind vermerkt.
Ursprung des Federbachs auf etwa 501 m ü. NHN ca. 0,9 km südwestlich von Obergröningen vor dem Wald Gröninger Loh in einem recht geraden Graben, der zunächst am Rand der Ackerflächen rechts zum Wiesenrand links etwa westsüdwestwärts läuft.
- (Weggraben), von rechts und Nordnordosten auf etwa 493 m ü. NHN am Wiesenrand zu den Äckern wenig nördlich des Zeirenhofs von Schechingen, unter 0,2 km[LUBW 9] und ca. 0,9 km². Entsteht auf etwa 496 m ü. NHN an einem Abzweig vom begleitenden Wirtschaftsweg.
An diesem Zufluss knickt der Federbach auf forthin südlichen bis südsüdöstlichen Lauf mit nunmehr kleinen Schlingen ab. Der offizielle Oberlauf ist bis dorthin ca. 0,5 km[LUBW 9] lang, hat aber ein nur ca. 0,4 km² großes Teileinzugsgebiet. Der nördliche Ast war früher zumindest in unbeständigen Lauf noch deutlich länger und begann in den Höhenäckern westlich von Obergröningen.
- Haftenbrunnenbach, von rechts und Westen auf etwa 455 m ü. NHN etwa 0,8 km vor der querenden K 3260, 0,5 km und ca. 0,6 km². Entsteht auf etwa 483 m ü. NHN am Beginn seiner linken Oberlauf-Waldklinge. Die Quelle Haftenbrunnen speist den kürzeren rechten Oberlaufarm.
- Passiert noch vor der Straße einen Kleinteich am linken Unterhang auf etwa 459 m ü. NHN, unter 0,1 ha, der vom Kalten Brunnen am Oberhang gespeist wird.
- Haldenbach, von links und Nordnordosten auf etwa 435 m ü. NHN bei Schechingen-Haghof, 2,1 km und ca. 2,7 km². Entsteht auf knapp 495 m ü. NHN nordnordwestlich von Schechingen vor dem Gröninger Loh am ehemaligen Schwarzen Weiher. Im Oberlauf Graben neben einem Feldweg in natürlicher Mulde.
  - Schlossbach, von links und Nordosten auf etwa 483 m ü. NHN schon in Schechingen, 0,5 km und ca. 0,6 km². Entsteht auf etwa 490 m ü. NHN an der K 3261 aus Abtsgmünd-Hohenstadt kurz vor deren Ortseintritt.
  -  Durchfließt verdolt das Gelände des Schechinger Freibads auf etwa 478 m ü. NHN mit seinem 50 m ×20 m-Becken und wendet sich dann auf Südwestlauf durch seine Unterlaufklinge.
  - Hargetbach, von rechts und Nordnordwesten auf etwa 474 m ü. NHN am Ortsende von Schechingen, 1,0 km und ca. 0,5 km². Entsteht auf etwa 497 m ü. NHN an der K 3261 aus Eschach
- Scherrenbach, von rechts und Westen auf etwa 427 m ü. NHN am Anfang eines Talabschnitts mit Wald bis an die Hangoberkanten, 0,8 km und ca. 0,5 km². Entsteht auf etwa 467 m ü. NHN an einem Aussiedlerhof am Gemeinweg ostnordöstlich von Göggingen. Anfangs Feldweggraben.
- Hofbach, auf dem Oberlauf Hofwiesbach, von links und Ostnordosten auf 418,8 m ü. NHN am Ende des Talabschnitts mit Wald bis an die Hangoberkanten, 0,7 km und ca. 0,6 km². Entsteht auf etwa 470 m ü. NHN am Beginn seiner Waldklinge zwischen Hofwiese und Herrenfeld.
- Schelmenbach, von links und Ostnordosten auf unter 420 m ü. NHN kurz vor dem folgenden, 0,6 km und ca. 0,4 km². Entsteht auf etwa 460 m ü. NHN am Beginn seiner Waldklinge zwischen Herrenfeld und Hofwiese und Schelmen.
- Durchfließt auf etwa 408 m ü. NHN[LUBW 3] den Dauersee im Hochwasserrückhaltebecken Federbach (Federbachsee) bis kurz vor dem Gögginger Weiler Horn am linken Hang, 2,5 ha.
- Brachfällebach oder Horner Bach, von links und Osten in den Stausee, 0,6 km und über 0,1 km². Entsteht auf etwa 470 m ü. NHN.

Mündung des Federbachs von links und zuletzt Norden auf 390 m ü. NHN nach der Horner Mühle und unmittelbar vor einer Furt mit begleitendem Steg eines Wirtschaftsweges von Göggingen-Horn nach Iggingen-Schönhardt von links und Norden beim Gögginger Weiler Horn in die untere Lein. Der Federbach ist 5,8 km lang und hat ein 10,2 km² großes Einzugsgebiet.

### Hochwasserrückhaltebecken Federbach
Der Unterlauf des Federbachs durchläuft beim Gögginger Weiler Horn das auch Federbachsee oder Federbachstausee genannte Hochwasserrückhaltebecken Federbach, das 1981 oder 1982 vom Wasserverband Kocher-Lein errichtet wurde. Hinter einem 25 m oder 26 m hohen Erddamm sind auf einer Fläche von 2,5 ha dauerhaft 70.000 m³ oder 78.000 m³ angestaut, bei Hochwasser kann das Rückhaltevolumen bis auf 850.000 m³ oder 1.000.000 m³ ansteigen, der See bedeckt dann 14 ha. Sein Einzugsgebiet umfasst 9,6 km² oder 9,8 km².

## Geologie
Das Einzugsgebiet des Federbachs umfasst Hochflächen im Schwarzjura und einen Talgrund im Schwarzjura, überwiegend aber im Keuper.
Der Bach entspringt in der Obtususton-Formation, am Nordostrand des Einzugsgebietes liegt auf dem Hügel Galgenberg bei Obergröningen noch die höhere Numismalismergel-Formation. Beidseits des östlich orientierten Oberlaufs und am folgenden Südlauf am linken Hang streicht die Arietenkalk-Formation aus, während der Bach selbst auf diesem Anschnitt bald in der Angulatenton- und dann der Psilonotenton-Formation verläuft. Im Talwald zwischen Zeirenhof und Haghof wechselt er in die oberste Schicht Knollenmergel (Trossingen-Formation) des Keupers. Kurz nach dem Zufluss des Haftenbrunnenbachs liegen Bett und danach der ganze Talgrund bis zur Mündung im Stubensandstein (Löwenstein-Formation).
Im südlichen Einzugsgebiet liegt zuoberst, bedingt wohl durch das großräumige Schichtenfallen nach Südsüdosten, auf den Höhen links und rechts um Schechingen und Göggingen über dem Numismalismergel auch noch die in der Anlagerungsfolge höhere Amaltheenton-Formation des Schwarzjuras. An den Höhen beidseits des Mittellaufes finden sich neben diesen mesozoischen Gesteinen flächenhaft lössführende Fließerden aus jüngerer geologischer Zeit, während wasserscheidennah große Flächen über den genannten Schichten von Lösssediment aus quartärer Ablagerung bedeckt sind.
Eine kurze Störungslinie zieht von West nach Ost am rechten Hang des unteren Haftenbrunnenbachtals zum Rand des Federbachstals, sie versetzt Obtususton auf der südlichen Tiefscholle gegenüber dem Psilonoten- oder dem Angulatenton auf der nördlichen Hochscholle.

## Natur und Schutzgebiete
Der Federbach ist ab etwa dem Zeirenhof ein sehr naturnaher Bach. Er windet sich von dort bis zum Einfluss in den Federbachsee teils in Mäandern durch ein waldreiches Tal. Am Ufer stehen im Wald zwischen Zeirenhof und Haghof viele Fichten, insgesamt überwiegen jedoch die Erlen am Lauf, der anfangs ein 1–2, später ein 1–3 Meter breites Bett hat. Am Lauf wechseln sich Stillbereiche mit Steinbänken ab, an deren Ende er schnell herabstürzt. Die Zuflüsse sind bis etwa einen Meter breit, ihnen rieselt zuweilen Wasser von Schichtquellen zu. Nach dem Stausee verläuft der Bach recht gerade und ist dort meist von einer Baumgalerie begleitet.
Vor allem an Oberhangknick ziehen sich Feldhecken entlang.
Im Wald unterhalb des Zeirenhofs beginnt das Landschaftsschutzgebiet Welzheimer Wald mit Leintal, zu dem bis zum oberen Hangknick hinauf der größte Teil der folgenden Talmulde bis ins Leintal hinab gehört, ausgenommen nur Siedlungsflächen bei Haghof, Horn und ein kleines Geländestück um das Vereinsheim Horner Hütte gegenüber dem namengebenden Weiler am rechten Hang.

### LUBW
Amtliche Online-Gewässerkarte mit passendem Ausschnitt und den hier benutzten Layern: Lauf und Einzugsgebiet des Federbachs

Allgemeiner Einstieg ohne Voreinstellungen und Layer: Daten- und Kartendienst der Landesanstalt für Umwelt Baden-Württemberg (LUBW) (Hinweise)
1. ↑  Nach dem Layer Liegenschaften und Gewässer gibt es am obersten Lauf nordöstlich von Zeirenhof ein Feldgewann Aalbach und westlich von Zeirenhof ein Waldgewann Albach, beide am rechten Ufer. Möglicherweise trug oder trägt also der Federbach, ganz oder vielleicht nur am Oberlauf, auch den Namen Aalbach bzw. Albach.
2. 1 2  Höhe nach dem Höhenlinienbild auf dem Hintergrundlayer Topographische Karte.
3. 1 2 3  Höhe nach blauer Beschriftung auf dem Hintergrundlayer Topographische Karte.
4. 1 2  Länge nach dem Layer Gewässernetz (AWGN).
5. 1 2  Einzugsgebiet nach dem Layer Basiseinzugsgebiet (AWGN).
6. 1 2  Höhe nach schwarzer Beschriftung auf dem Hintergrundlayer Topographische Karte.
7. 1 2  Seefläche nach dem Layer Stehende Gewässer.
8. 1 2  Einzugsgebiet abgemessen auf dem Hintergrundlayer Topographische Karte.
9. 1 2 3  Länge abgemessen auf dem Hintergrundlayer Topographische Karte.
10. ↑  Schutzgebiete nach den einschlägigen Layern, Natur teilweise nach dem Layer Biotop.

### Andere Belege
1. ↑  Hansjörg Dongus: Geographische Landesaufnahme: Die naturräumlichen Einheiten auf Blatt 171 Göppingen. Bundesanstalt für Landeskunde, Bad Godesberg 1961. → Online-Karte (PDF; 4,3 MB)
2. 1 2 3 4 5  Steckbrief des Hochwasserrückhaltebeckens Federbach bei rips-dienste.lubw.baden-wuerttemberg.de
3. 1 2 3 4 5 6  Technische Daten des Hochwasserrückhaltebeckens Federbach auf der Website des Wasserverbands Kocher-Lein
4. ↑  Geologie nach der unter → Literatur aufgeführten geologischen Karte und den Layern unter Geologische Karte 1:50.000 auf: Mapserver des Landesamtes für Geologie, Rohstoffe und Bergbau (LGRB) (Hinweise)